# Karl Hartwig von Zieten
Friedrich Karl Hartwig Daniel von Zieten, eigentlich: Friedrich Carl Hartwig Daniel von Ziet(h)en (* 1. Februar 1785 in Neubrandenburg; † 20. Juni 1846 in Stuttgart) war ein württembergischer Major, Paläontologe und Autor. In älterer Literatur wird er hinter dem Namen von ihm beschriebener Taxa als „Ziet.“ abgekürzt.

## Familie
Karl Hartwig von Zieten war ein jüngerer Sohn des Rittmeisters Gottfried Daniel von Zieten und dessen Ehefrau Christine Johanna Beate, geborene von Niesemeuschel. Der Schauspieler, Opernsänger und Theaterdirektor August von Zieten (1784–1844) war sein Bruder.
Er war mit Charlotte Friederike Amalie Treffz (* 27. September 1788; † 15. Februar 1850) verheiratet. Das Paar hatte folgende Kinder:
- Friedrich Ludwig Karl Wilhelm (* 6. Oktober 1812; † 12. September 1813)
- Hugo Ludwig Wilhelm Daniel (* 16. Februar 1814; † 15. Februar 1858)
- Charlotte Josephine (* 20. Oktober 1815; † 14. März 1867) ⚭ Freiherr Karl von Kutzleben (* 6. September 1805; † 29. November 1892)

## Leben
Zieten war von 1801 bis 1807 in der Preußischen Armee und trat 1808 in württembergische Dienste. Er wurde 1810 zum Kapitän und 1828 zum Major befördert. Als er 1846 starb, war er Major des Ehren-Invalidenkorps in Stuttgart.
Im Privatleben war Zieten ein bedeutender Paläontologe und Zeichner. Sein Hauptwerk ist das von 1830 bis 1833 in mehreren Bänden erschienene Die Versteinerungen Württembergs. Das Material zu diesem Werk stammt zum Teil aus der Sammlung des Oberamtsarztes Friedrich von Hartmann (1767–1851) aus Göppingen.

## Schriften
- Die Versteinerungen Württembergs oder naturgetreue Abbildungen der in den vollständigsten Sammlungen, namentlich der in dem Kabinet des Oberamts-Arzt Dr. Hartmann befindlichen Petrefacten, mit Angabe der Gebirgs-Formationen, in welchen dieselben vorkommen und der Fundorte. Verlag & Lithographie der Expedition des Werkes unserer Zeit,  i-viii + 1-16, Taf. 1-12 (1830); 17-32, Taf. 13-24 (1831); 33-64, Taf. 25-48 (1832); 65-102, Taf. 49-72 (1833), Schweizerbart, Stuttgart 1830–1833
- Geognostisches Verzeichnis sämmtlicher Petrefakte Württembergs mit Citaten ihrer Abbildungen und Fundorte. Correspondenzblatt des landw. Vereins, Band I, Heft 1, 1839.